# Brewcaria
Brewcaria là một chi thực vật có hoa trong họ Bromeliaceae.

## Loài
- Brewcaria brocchinioides (L.B. Smith) B. Holst
- Brewcaria duidensis L.B. Smith, Steyermark & Robinson
- Brewcaria hechtioides (L.B. Smith) B. Holst
- Brewcaria hohenbergioides (L.B. Smith) B. Holst
- Brewcaria marahuacae L.B. Smith, Steyermark & Robinson
- Brewcaria reflexa (L.B. Smith) B. Holst